# Aningeria pseudoracemosa
Aningeria pseudoracemosa là một loài thực vật thuộc họ Hồng xiêm. Đây là loài đặc hữu của Tanzania. Loài này được ghi nhận xuất hiện tại ba địa điểm – trong Khu bảo tồn Rừng Kimboza ở phía đông Dãy núi Uluguru, ở những độ cao thấp của Dãy núi Đông Usambara và phía bắc Dãy núi Udzungwa. Loài này phát triển trong các khu rừng đất thấp và chân đồi ẩm ướt.